# Gandamvaripalli, Bagepalli
Gandamvaripalli là một làng thuộc tehsil Bagepalli, huyện Kolar, bang Karnataka, Ấn Độ.